# Anosia evanescens
Anosia evanescens är en fjärilsart som beskrevs av Storace 1949. Anosia evanescens ingår i släktet Anosia och familjen praktfjärilar. Inga underarter finns listade i Catalogue of Life.